# أسل ملتبس
أسل ملتبس (الاسم العلمي: Juncus confusus) نوع نباتي يتبع جنس الأسل وينتمي إلى الفصيلة الأسلية.